# Onthophagus importunus
Onthophagus importunus là một loài bọ cánh cứng trong họ Bọ hung (Scarabaeidae).